# 김혜영 (축구 선수)
김혜영(1995년 2월 26일~)은 대한민국의 축구 선수이다.

## 구단 경력
2014년 11월, 교양 대교가 드래프트에서 1순위로 지명하여 교양 대교에 합류하게 되었다.

## 국가대표팀 경력
U-14 대표팀부터 시작해서 2011년 AFC U-16 여자 챔피언십, 2013년 AFC U-19 여자 챔피언십에서 전경기에 선발로 나서서 대회 우승에 기여했다.
이후 캐나다에서 열린 FIFA U-20 여자 월드컵에서도 이소담, 이금민 등의 선수들과 8강 진출을 이루어냈다.
2014년 11월에는 윤덕여 감독이 지휘하는 대한민국 여자 축구 국가대표팀에 소집되면서 성인팀에서 본격적으로 활동하기 시작했으며, 11월 동아시안컵 예선에서 A매치 데뷔전과 데뷔골을 기록했다.
2015 FIFA 여자 월드컵에 참가했다.